# محمد بن عبد الله بن محرز
محمد بن عبد الله بن محرز كان واليًا لليمن في القرن التاسع في عهد الخلافة العباسية.
كان محمد مولى للخليفة المأمون (حكم من عام 813 إلى عام 833)، وعُين حاكمًا (عاملًا/واليًا) في حوالي عام 833. 823. وعند وصوله إلى المحافظة بقي في مدينة صنعاء، وأرسل ابنه ليكون نائبًا له في الجند. ولكن بعد فترة وجيزة، ثار سكان الجند على ابنه، وقرر محمد أن منصبه أصبح ضعيفًا للغاية بحيث لا يستطيع الحفاظ عليه. فانطلق إلى الحجاز وترك اليمن في أيدي الزعيم المحلي عباد بن الغمر الشهابي، الذي بقي مسيطرًا حتى وصول الحاكم التالي إسحاق بن العباس الهاشمي.

### الأعمال المذكورة
- Bikhazi، Ramzi J. (1970). "Coins of al-Yaman 132-569 A.H." Al-Abhath. ج. 23: 3–127. مؤرشف من الأصل في 2023-04-08. اطلع عليه بتاريخ 2016-06-04.
- Al-Mad'aj، Abd al-Muhsin Mad'aj M. (1988). The Yemen in Early Islam (9-233/630-847): A Political History. London: Ithaca Press. ISBN:0863721028. مؤرشف من الأصل في 2022-12-30.
- Van Arendonk، Cornelius (1919). De Opkomst Van Het Zaidietische Imamaat in Yemen. Leiden: E.J. Brill. ISBN:0863721028.

| المناصب السياسية                                  | المناصب السياسية             | المناصب السياسية             |
| ------------------------------------------------- | ---------------------------- | ---------------------------- |
| سبقه نعيم بن الوضاح الأزدي والمظفر بن يحيى الكندي | الوالي العباسي لليمن 823–824 | تبعه إسحاق بن العباس الهاشمي |